# Parafia św. Antoniego we Wrocławiu
Parafia Świętego Antoniego we Wrocławiu – parafia rzymskokatolicka erygowana w 1917 znajdująca się w dekanacie Wrocław północ I (Osobowice) w archidiecezji wrocławskiej. Posługę w parafii obejmującej swoim zasięgiem Karłowice oraz częściowo Różankę sprawują franciszkanie a jej proboszczem jest Fabian Gerard Kaltbach OFM. Kościół parafialny mieści się przy Alei Jana Kasprowicza.

## Obszar parafii
Parafia obejmuje ulice: Anczyca, Asnyka, Artyleryjska, Baczyńskiego, Berenta, ks. Bończyka, Boya-Żeleńskiego (do nr. 55), Brodzińskiego, Brzechwy, Chrzanowskiego, Czajkowskiego, pl. Daniłowskiego, Dygasińskiego, Filomatów, Gajcego, Gąsiorowskiego, Goszczyńskiego, Grochowiaka, Jutrosińska, Kamińskiego (nr. 1-64), Karpińskiego, Kasprowicza, Klaczki, Kocha, Konopnickiej, Koszarowa, Krasickiego, Lenartowicza, Leśmiana, Lindego, Makuszyńskiego, Micińskiego, Mochnackiego, Nabielaka, Oppmana, Orkana, Perzyńskiego, Piętaka, pl. Piłsudskiego, Pola, Potockiego, Przesmyckiego, Przybyszewskiego, Romanowskiego, Rowerowa, Skwer Obrońców Helu, Sołtysowicka (nr. 2-12), Sportowa, Staffa, Syrokomli, Przerwy Tetmajera, Ujejskiego, Wybickiego, Zaleskiego, Zawalna, Zelenaya, Żmigrodzka (nr. nieparz.).

## Proboszczowie
- Ignacy Morawietz OFM (1917-24)
- Ferdynand Kutschera OFM (1924-28)
- Bruno Pietsch OFM (1928-31)
- Alfred Żurek OFM (1931-36)
- Dionizy Scholz OFM (1936-45)
- Ambroży Maria Lubik OFM (1945)
- ks. Jan Figura (1945-46)
- Wacław Tytko OFM (1946-50)
- Albert Odelga OFM (1950-53)
- Józef Jaskułowski OSPPE (1953-54)
- ks. Paweł Nieużyła (1954-56)
- Albert Odelga OFM (1957-70)
- Jerzy Henrykowski OFM (1970-73)
- Honoriusz Podleśka OFM (1973-82)
- Kapistran Martzal OFM (1982-85)
- Stanisław Paszewski OFM (1985-92)
- Antoni Kazimierz Dudek OFM (1992-2000)
- Tobiasz Fiećko OFM (2000-06)
- Jarosław Zatoka OFM (2006-12)
- Fabian Gerard Kaltbach OFM (od 2012)

## Duszpasterstwo Akademickie„Antoni”
Początki Franciszkańskiego Duszpasterstwa Antoni datuje się na rok 1965 (pod obecną nazwą od 1996). Życie studenckie w tym czasie koncentrowało się wokół kaplicy klasztornej. Mszę św. celebrowano w każdą niedzielę o godz. 10; organizowano również wspólne spotkania i wykłady dotyczące spraw społecznych, które skupiały zwykle kilkadziesiąt osób. Wolny czas studenci spędzali w wyremontowanych podziemnych pomieszczeniach klasztornych. W latach 80. w życiu duszpasterstwa uczestniczyło około stu studentów. Za czasów o. Faustyna Zatoki duszpasterstwo otrzymało nową stałą siedzibę, którą studenci zajmują do dziś („Schron”). Od kiedy w 2003 r. ojciec Emilian Gołąbek OFM przejął obowiązki duszpasterskie, rozwinęły się takie inicjatywy, jak musical o życiu św. Franciszka (wystawiany w wielu miastach Dolnego Śląska oraz na Górze Św. Anny); cykliczne koncerty poezji śpiewanej „Out Of Time cafe”, pielgrzymki. W tym czasie w niedzielnych mszach akademickich brało udział około 200 studentów. Działalność duszpasterstwa przejawiała się też w takich działalnościach bądź inicjatywach, jak:
- spotkania Kręgu Biblijnego
- audycje w Radiu Rodzina
- Dyskusyjny Klub Filmowy
- Schola
- Międzyduszpasterska Liga Siatkówki
- Grupa Dobrego Łotra, która codziennie modli się o nawrócenie dla złoczyńców, podejmując w każdym tygodniu nową intencję
- Dni wyciszenia w Jasionej
- coroczny Obóz Adaptacyjny Wrocławskich i Opolskich Duszpasterstw Akademickich w Białym Dunajcu
- Zjazd rodziców studentów i młodzieży z duszpasterstwa
- uczestnictwo w Akademickiej Drodze Krzyżowej ulicami Wrocławia[3].

Opiekunowie
- Idzi Gruca OFM
- Franciszek Rosiński OFM
- Berard Krieger OFM
- Ignacy Sikora OFM
- Antoni Dudek OFM
- Bogdan Koczor OFM (1989–1990)
- Wacław Chomik OFM (1990–1992)
- Waldemar Polczyk OFM (1993–1995)
- Tobiasz Fiećko OFM (1996–1997)
- Faustyn Zatoka OFM (od 1997), organizator Mszy Artystycznej, która stała się wydarzeniem w życiu kulturalno-religijnym Wrocławia.